# Crocidura jouvenetae
Crocidura jouvenetae är en däggdjursart som beskrevs av Heim de Balsac 1958. Crocidura jouvenetae ingår i släktet Crocidura och familjen näbbmöss. IUCN kategoriserar arten globalt som livskraftig. Inga underarter finns listade i Catalogue of Life.
Denna näbbmus förekommer i västra Afrika i Sierra Leone, Liberia, Guinea och Elfenbenskusten. Arten lever i tropiska fuktiga skogar i låglandet och i bergstrakter.